# ريكاردو غالياتزي
البروفيسور ريكاردو غالياتزي (بالإيطالية: Ricardo Galeazzi) ـ (1866 ـ 1952) هو جراح عظام إيطالي، اشتهر بوصفه كسر غالياتزي.

## حياته وأبحاثه
عمل غالياتزي مديرًا لعيادة العظام بجامعة ميلانو لخمسة وثلاثين عامًا، كما كان ـ لخمس وثلاثين سنة ـ رئيسًا لتحرير دورية Archivio di Ortopedia، وهي أقدم دورية مكرّسة لجراحة العظام دون سواها في العالم.
اشتهر غالياتزي بأبحاثه في خلل التنسج الوركي الخلقي والجنف ودرن الجهاز الهيكلي، وغيرها، كما أسهم في فهم باثولوجيا التهاب العظام الليفي الكيسي ولاتصنع الغضروف.

### كسر غالياتزي
وصف غالياتزي الكسر المعروف باسمه في سنة 1934، حيث نشر خبرته مع 18 حالة، علمًا بأنه لم يكن أول من وصف نمط الإصابة، إذ سبقه إلى ذلك السير آستلي كوبر سنة 1842.